# 세일즈맨 (1969년 영화)
세일즈맨(Salesman)은 미국에서 제작된 알버트 메이슬리스, 데이빗 메이즐스, 샬롯 즈웨린 감독의 1969년 다큐멘터리 영화이다.  알버트 메이슬리스 등이 제작에 참여하였다.
이 영화는 문화적, 역사적, 미적 중요성으로 인해 미국 의회도서관에 의해 미국 국립영화등기부의 보존물로 선정되었다.

## 출연
- 제임스 베이커